# Слохинівська сільська рада
Слохинівська сільська рада — орган місцевого самоврядування у Старосамбірському районі Львівської області. Адміністративний центр — село Слохині.

## Загальні відомості
Слохинівська сільська рада утворена в 1939 році. Водоймища на території, підпорядкованій даній раді: річка Стрв'яж.

## Населені пункти
Сільській раді підпорядковані населені пункти:
- с. Слохині
- с. Городовичі
- с. Поляна
- с. Сливниця

## Склад ради
Рада складається з 18 депутатів та голови.

### Керівний склад попередніх скликань
| ПІБ                              | Основні відомості                                                                | Дата обрання | Дата звільнення |
| -------------------------------- | -------------------------------------------------------------------------------- | ------------ | --------------- |
| Стебельський Володимир Остапович | Сільський голова, 1955 року народження, освіта вища, член Народного Руху України | 26.03.2006   | 31.10.2010      |
| Стебельський Володимир Остапович | Сільський голова, 1955 року народження, освіта вища, безпартійний                | 31.10.2010   |                 |

Примітка: таблиця складена за даними джерела